# 地上軍司令部 (国家人民軍)

1986年段階における国家人民軍地上軍の平時の組織図

地上軍司令部（ドイツ語: Kommando Landstreitkräfte, Kdo. LaSK）とは、ドイツ民主共和国（東ドイツ）における国家人民軍地上軍（陸軍）の総司令部(Führungskommando)および参謀本部(Führungsstab)である。

## 歴史
1972年12月1日、国家人民軍地上軍の参謀本部及び総司令部として、ナチス・ドイツ時代の旧空軍総司令部庁舎に設置された。この建物は本来、1936年にエルンスト・ザーゲビールがポツダム野生動物公園の一部として設計したものだった。初代地上軍司令官には第5軍管区長だったホルスト・シュテッヒバルト中将が任命された。その後、1989年12月31日までのおよそ17年間という長い期間、シュテッヒバルト将軍は地上軍司令官の座にあり続けた。
地上軍司令部には多数の部局及び部隊が属していたが、政府によって有事が宣言された場合、地上軍司令部の要員は参謀本部の判断に基づき動員師団と共に各軍管区に分散して配置されるものと定められていた。
1990年、ドイツ民主共和国の崩壊に伴う国家人民軍の解体の中で、地上軍司令部も解散させられた。ドイツ再統一後は連邦陸軍のイェルク・シェーンボーム将軍を司令官とする連邦軍東部司令部が設置され、国家人民軍地上軍の解体を担当した。その後、1995年までにいくつかの段階を経て第4軍団となり、旧第3軍管区は第13装甲擲弾兵師団に、旧第5軍管区は第14装甲擲弾兵師団に再編された。2001年7月1日、第4軍団の解散が決定し、2002年3月31日に解散した。現在、旧地上軍司令部庁舎には連邦軍出動指揮司令部が置かれている。

## 指導部および組織

### 地上軍司令官(Chef der Landstreitkräfte)
地上軍司令官は国防副大臣を兼任し、これに基づき軍事評議会の全委員を招集する権限を持ち合わせていた。
| 氏名、階級                         | 任期                           | 備考                                |
| ---------------------------------- | ------------------------------ | ----------------------------------- |
| ホルスト・シュテッヒバルト中将     | 1972年12月1日 - 1989年12月31日 | 1976年3月1日から大将(Generaloberst) |
| ホルスト・シュケーラ中将           | 1990年1月1日 - 1990年9月14日   | 1990年9月30日退役。                 |
| ハンス＝クリスチャン・ライヒェ少将 | 1990年9月15日 - 1990年10月2日  | 最後の地上軍司令官。                |

### 組織
副大臣たる地上軍司令官(Stellvertreter des Ministers und Chef LaSK)
副司令官たる政治管理総監(Stellvertreter des Chefs LaSK und Chef der Politischen Verwaltung)
- PKK、ZPL、特別宣伝局など3部門と司令部政治局

副司令官たる参謀長(Stellvertreter des Chefs LaSK und Chef des Stabes)
- 副参謀長たる作戦部長(Stv. CS und Chef Operativ)

- 第1課(Abteilung 1)
- 第2課(Abteilung 2)

- 副参謀長たる一般業務部長(Stv. CS und Chef Allgemeine Aufgaben)

- 幕僚中隊(Stabskompanie)、衛兵中隊(Wachkompanie)、車輌中隊(Kfz-Kompanie)、出版局(Druckerei)および迎賓館(Gästehaus)

- 政治委員長(Chef Kader)
- 組織・補充部長(Chef Organisation/Auffüllung)

- 組織課(Abteilung Organisation)
- 補充課(Abteilung Auffüllung)

- 偵察部長(Chef Aufklärung)
- 報道部長(Chef Nachrichten)
- 軍事科学部長(Chef Militärwissenschaft)
- 化学部門総監(Chef Chemische Dienste)
- 第2000管理局(Verwaltung 2000)：国防省内に設置されている地上軍参謀本部の連絡局。

副司令官たる防空兵総監(Stellvertreter des Chefs LaSK Truppenluftabwehr)
副司令官たるロケット兵及び砲兵総監(Stellvertreter des Chefs LaSK Raketentruppen und Artillerie)
副司令官たる後方部門総監(Stellvertreter des Chefs LaSK und Chef Rückwärtige Dienste)
- 副総鑑たる広報部門参謀長(Stv. Chef und Stabschef RD)
- 軍事衛生局長(Chef Militärmedizienischer Dienst)
- 軍事工兵局長(Chef Pionierwesen)
- 軍事居住・建築局長(Chef Militärbauwesen Unterbringung)
- 軍事輸送局長(Chef Militärtransportwesen)
- 被服・装備局長(Chef Bekleidung und Ausrüstung)
- 武器・技術局長(Chef Waffentechnischer Dienst)
- 車輌局長(Chef Kfz-Dienst (KfzD)

通信技術部隊総監(Chef Funktechnische Truppe)
- 第1参謀部(Stabsabteilung 1)：教育(Ausbildung)
- 第2参謀部(Stabsabteilung 2)：通信計測技術部門(Funkmeß-Ingenieurdienst)

一般軍事訓練及び学校総監(Chef Allgemein-Militärische Ausbildung und Schulen)
- 第1参謀部(Stabsabteilung 1)：一般軍事訓練(Allgemeinmilitärische Ausbildung)
- 第2参謀部(Stabsabteilung 2)：各種学校(Schulen)

軍事裁判所(Militärstaatsanwalt)

## 所属する部隊
地上軍司令部には以下の部隊が所属した:
- 第3軍管区司令部(Kdo. Militärbezirk III) - 参謀本部(Führungsstab)
- 第5軍管区司令部(Kdo. Militärbezirk V) - 参謀本部(Führungsstab)
- エーリッヒ・ハーベルザッツ地上軍軍事技術学校（ドイツ語版）(Militärtechnische Schule Erich Habersaath, MTS der LaSK)
- エルンスト・テールマン地上軍士官学校（ドイツ語版）(Offiziershochschule der Landstreitkräfte Ernst Thälmann, OHS der LaSK)
- オットー・ヴィンツァー外国軍士官学校(Offiziershochschule für ausländische Militärkader Otto Winzer, OHS für AMK)
- 第40砲兵旅団(40. Artilleriebrigade, 40. ABr)
- 第40航空突撃連隊(Luftsturmregiment 40, LStR-40)
- 第40技術訓練センター(Ausbildungs-Technisches Zentrum 40, ATZ-40)
- 第40降下猟兵訓練基地(Fallschirmjägerausbildungsbasis, FJABas-40)
- 第40高射ロケット演習場(Fla-Raketenausbildungszentrum 40, FRAZ-40)
- 第40ロケット砲兵支隊(Geschoßwerferabteilung 40, GeWA-40)
- 第40建設工兵大隊(Ingenieurbaubataillon 40, IBB-40)
- 第40情報大隊(Nachrichtenbataillon 40, NB-40)
- 第40野戦工兵大隊(Pionierbaubataillon 40, PiBB-40)
- 第40警衛保安大隊(Wach- und Sicherstellungsbataillon 40, WSB-40)
- 水上訓練施設(Wasserübungsplatz, WüP)
- 第40データセンター(Rechenzentrum 40, RZ-40)
- 第40印刷局(Druckerei 40)
- 第40中央情報司令部(Kommandonachrichtenzerntrale 40, KNZ-40)
- 参謀本部音楽隊(Stabsmusikkorps)
- レーバウ軍保養施設(Haus der Armee (HDA) Löbau)
- プローラ軍保養施設(HDA Prora)
- ツィッタウ軍保養施設(HDA Zittau)